# Затишне (Волноваський район)
За́тишне (№ 7, Графська, Кампер-Хутір) — село Хлібодарівської сільської громади Волноваського району Донецької області України. Відстань до райцентру становить близько 24 км і проходить автошляхом місцевого значення.

## Історія
За даними на 1859 рік у власницькому селі Олександрівського повіту Катеринославської губернії мешкало 3105 осіб (1559 чоловічої статі та 1546 — жіночої), налічувалось 425 дворових господарств, існувала православна церква.
Станом на 1886 рік у єврейській колонії, центрі Затишинського приказу Маріупольського повіту Катеринославської губернії, мешкало 602 особи, налічувалось 74 дворових господарства, існувала синагога.
За переписом 1897 року кількість мешканців зросла до  осіб (? чоловічої статі та ? — жіночої), з яких ? — православної віри.
У 1908 році в селі мешкало ? осіб (? чоловічої статі та ? — жіночої), налічувалось ? дворових господарства.

## Населення

### Мова
Розподіл населення за рідною мовою за даними перепису 2001 року:
| Мова       | Кількість | Відсоток |
| ---------- | --------- | -------- |
| українська | 109       | 54.23%   |
| російська  | 92        | 45.77%   |
| Усього     | 201       | 100%     |

За даними перепису 2001 року населення села становило 201 особу, з них 54,23 % зазначили рідною мову українську та 45,77 % — російську.